# Maspalomas
Maspalomas es una playa y un núcleo turístico español que se encuentra en el extremo sur de la isla de Gran Canaria, en el municipio de San Bartolomé de Tirajana. Es la principal zona turística de la isla.

## Etimología
Algunos investigadores atribuyen su nombre al idioma guanche, concretamente de la evolución: Masəbbă-əluməs>Masppalomas>Maspalomas, que significa "lo que empapa y estropea el forraje" en referencia a la marisma del Charco de Maspalomas.
Sin embargo, otros advierten que este topónimo "no parece ser guanche, sino románico y, por tanto, nacido con posterioridad a la conquista de la isla.

## Situación
Maspalomas conforma un enclave urbano de aproximadamente 13 500 habitantes empadronados (2019) y más de 87 000 camas ofertadas (entre hoteleras, extrahoteleras y residenciales). Se encuentra cerca de la autopista GC-1, que la conecta con el Aeropuerto de Gran Canaria en 25 minutos, con Las Palmas de Gran Canaria en 45 y con Puerto Rico en solo 10.
Además conforma, en unión con Pplaya del Inglés, que se sitúa contigua en dirección este, la playa más grande de la isla de Gran Canaria. Ambas, que en realidad conformarían una sola playa pues se encuentran unidas, sumarían juntas unos 5 600 metros de longitud, aproximadamente 2800 metros cada una.
La playa de Maspalomas comprende desde el faro de Maspalomas hasta la Punta de Maspalomas, donde limita con Playa del Inglés, y en su superficie cuenta con una zona acotada como playa nudista, característica establecida desde 1978. La playa de Maspalomas ostenta desde 1990 la bandera azul de la Unión Europea, un galardón que premia su limpieza, seguridad y calidad ambiental. Dentro de sus límites se ubican las Dunas de Maspalomas y la Charca de Maspalomas, dos espacios naturales de gran interés turístico y científico, que han sido declarados zonas protegidas.

## Clima
El clima es árido, caracterizado por temperaturas suaves y cálidas durante todo el año y precipitaciones muy escasas, con menos de 100 mm de media anual.
| Parámetros climáticos promedio de Maspalomas-San Fernando, (1963-1990). | Parámetros climáticos promedio de Maspalomas-San Fernando, (1963-1990). | Parámetros climáticos promedio de Maspalomas-San Fernando, (1963-1990). | Parámetros climáticos promedio de Maspalomas-San Fernando, (1963-1990). | Parámetros climáticos promedio de Maspalomas-San Fernando, (1963-1990). | Parámetros climáticos promedio de Maspalomas-San Fernando, (1963-1990). | Parámetros climáticos promedio de Maspalomas-San Fernando, (1963-1990). | Parámetros climáticos promedio de Maspalomas-San Fernando, (1963-1990). | Parámetros climáticos promedio de Maspalomas-San Fernando, (1963-1990). | Parámetros climáticos promedio de Maspalomas-San Fernando, (1963-1990). | Parámetros climáticos promedio de Maspalomas-San Fernando, (1963-1990). | Parámetros climáticos promedio de Maspalomas-San Fernando, (1963-1990). | Parámetros climáticos promedio de Maspalomas-San Fernando, (1963-1990). | Parámetros climáticos promedio de Maspalomas-San Fernando, (1963-1990). |
| Mes                                                                     | Ene.                                                                    | Feb.                                                                    | Mar.                                                                    | Abr.                                                                    | May.                                                                    | Jun.                                                                    | Jul.                                                                    | Ago.                                                                    | Sep.                                                                    | Oct.                                                                    | Nov.                                                                    | Dic.                                                                    | Anual                                                                   |
| ----------------------------------------------------------------------- | ----------------------------------------------------------------------- | ----------------------------------------------------------------------- | ----------------------------------------------------------------------- | ----------------------------------------------------------------------- | ----------------------------------------------------------------------- | ----------------------------------------------------------------------- | ----------------------------------------------------------------------- | ----------------------------------------------------------------------- | ----------------------------------------------------------------------- | ----------------------------------------------------------------------- | ----------------------------------------------------------------------- | ----------------------------------------------------------------------- | ----------------------------------------------------------------------- |
| Precipitación total (mm)                                                | 12.9                                                                    | 20                                                                      | 6.8                                                                     | 3.1                                                                     | 0.05                                                                    | 0                                                                       | 0                                                                       | 0                                                                       | 2.8                                                                     | 6.7                                                                     | 17.8                                                                    | 22.9                                                                    | 93.1                                                                    |
| Fuente: Servicio Hidráulico de Las Palmas.                              |                                                                         |                                                                         |                                                                         |                                                                         |                                                                         |                                                                         |                                                                         |                                                                         |                                                                         |                                                                         |                                                                         |                                                                         |                                                                         |

## Historia
La moderna ciudad comenzó a construirse en la década de los 1960 y toma su denominación de la nomenclatura geográfica tradicional de la zona (Dunas de Maspalomas, Faro de Maspalomas, Barranco de Maspalomas...) y del antiguo poblado de Maspalomas que hoy es un pequeño grupo de casas integrado en el barrio de San Fernando, que cuenta con iglesia y parroquia propia con advocación al Santo Patrón "San Fernando III El Santo.
Actualmente, "Maspalomas Costa Canaria" es la marca turística con la que se promociona todo el territorio costero del municipio de San Bartolomé de Tirajana, que va desde el Aeródromo de El Berriel hasta el puerto de Pasito Blanco. Incluye los siguientes núcleos de población en urbanización continua (de este a oeste): Bahía Feliz, Playa del Águila, San Agustín, Playa del Inglés (el más conocido y densamente poblado), San Fernando de Maspalomas, Campo Internacional (junto al campo de golf), Oasis, Faro, Bellavista, Sonnenland, El Tablero, Meloneras, Pasito Blanco, El Salobre, Montaña La Data, Monte León y Ayagaures.
San Fernando de Maspalomas, Bellavista y el El Tablero, apartados de la costa, son principalmente de uso residencial. Las demás urbanizaciones tienen un uso turístico o mixto (como es el caso de Playa del Inglés). Por otro lado, las zonas de Monte León y Ayagaures, barranco adentro, alojan grandes instalaciones de ocio como clubes deportivos, parques temáticos, jardines botánicos, etc.

### La llegada del turismo
Maspalomas, al igual que otros destinos turísticos de las Islas Canarias, recibe a cientos de miles de visitantes nacionales, alemanes, británicos, escandinavos y de otros países europeos, durante todo el año, debido a su clima templado y estable, a su kilométrica playa de arena rubia y a una gran oferta de ocio y servicios complementarios al sol y la playa, principales atractivos de la zona. Es reseñable la afluencia de público gay, que la convirtió en el principal destino invernal del turismo homosexual europeo en los pasados años 1980 y 1990[cita requerida]. La mayor parte de este tipo de oferta se concentra en el Centro Comercial Yumbo Centrum, que se caracteriza por ser un espacio de referencia para la comunidad LGBT. El Yumbo se considera uno de los lugares de ocio nocturno más destacado entre la comunidad gay europea.

## Entorno y medioambiente

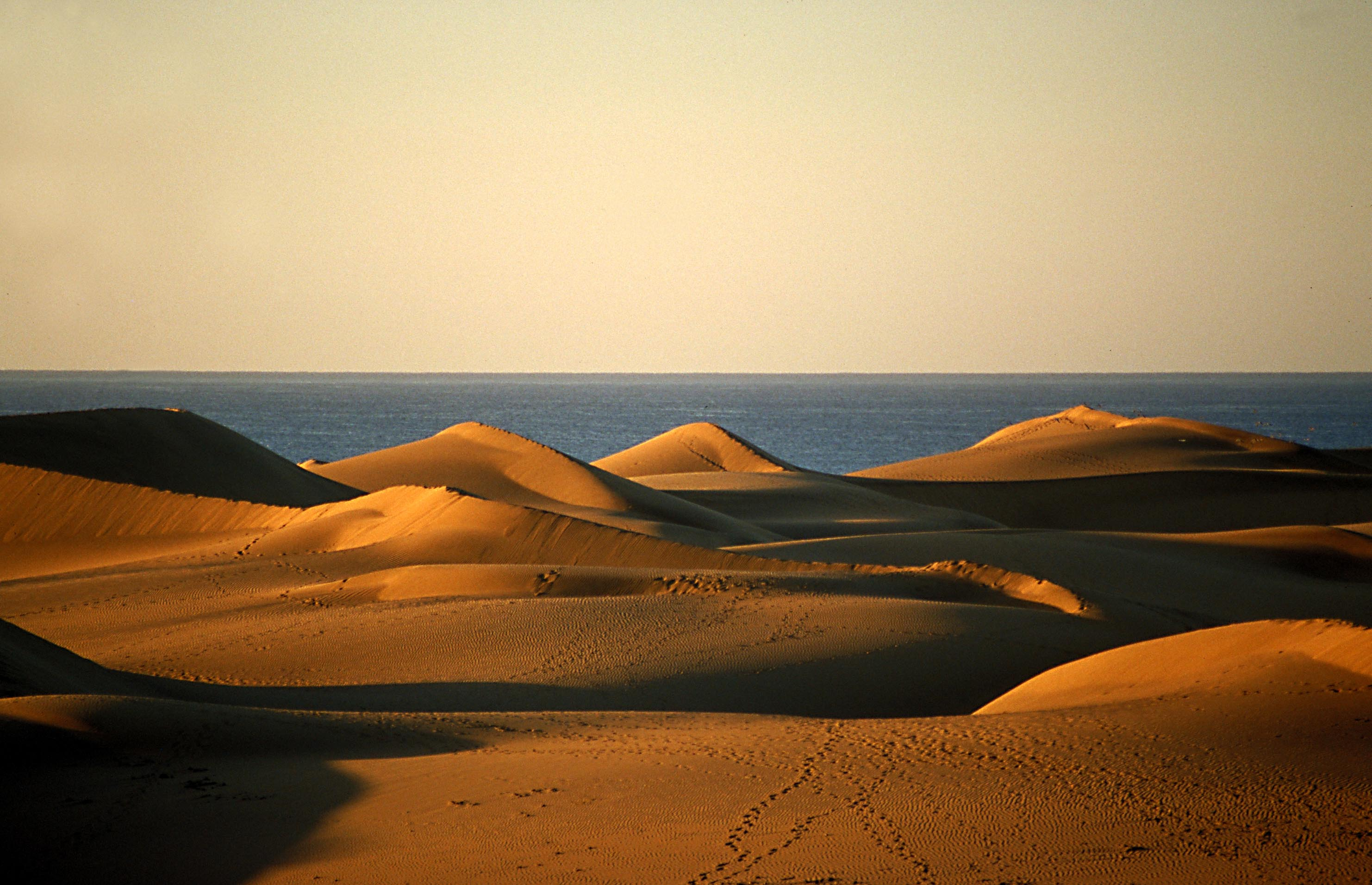
Dunas de Maspalomas.

El ecosistema de la reserva natural especial de las dunas de Maspalomas es un espacio protegido de gran valor natural, geomorfológico, botánico y faunístico, que convive con el desarrollo turístico de la zona. Entre los estudios realizados recientemente sobre su conservación cabe destacar los siguientes, “Estudio Integral de la playa y dunas de Maspalomas Gran Canaria”, promovido por la Dirección General de Costas y “Estudio de la relación existente entre la dinámica dunar y la vegetación en la Reserva Natural Especial de las Dunas de Maspalomas” promovido por el Cabildo de Gran Canaria.
Destacadas son también las investigaciones desarrolladas por la Universidad de Las Palmas de Gran Canaria, en colaboración con universidades nacionales y extranjeras, como la "Modelización de los procesos naturales y análisis de las consecuencias ambientales inducidas por el turismo en la Reserva Natural Especial de las Dunas de Maspalomas (Gran Canaria, Islas Canarias)", dirigida por la catedrática Emma Pérez-Chacón entre 2004 y 2006. Los resultados de este estudio se publicaron en el libro "Maspalomas. Claves científicas para el análisis de su problemática ambiental". De la misma autora es la investigación sobre las "Consecuencias ambientales inducidas por el desarrollo turístico en espacios insulares: alteraciones de los procesos naturales en sistemas de dunas litorales de Canarias y Cabo Verde" (2007-2010).
Más recientes son los trabajos dirigidos por el doctor Luis Hernández Calvento, de la Universidad de Las Palmas de gran Canaria, titulados "Diagnóstico ambiental de los sistemas de dunas de Canarias para la elaboración de modelos sostenibles de gestión territorial" (2011-2013), "Caracterización de procesos socio-ecológicos de los sistemas playa-dunas de Canarias como base para su gestión sostenible" (2014-2016) y "Análisis de procesos naturales y humanos asociados a los sistemas playa-suna de Canarias" (2016).

### Monumentos

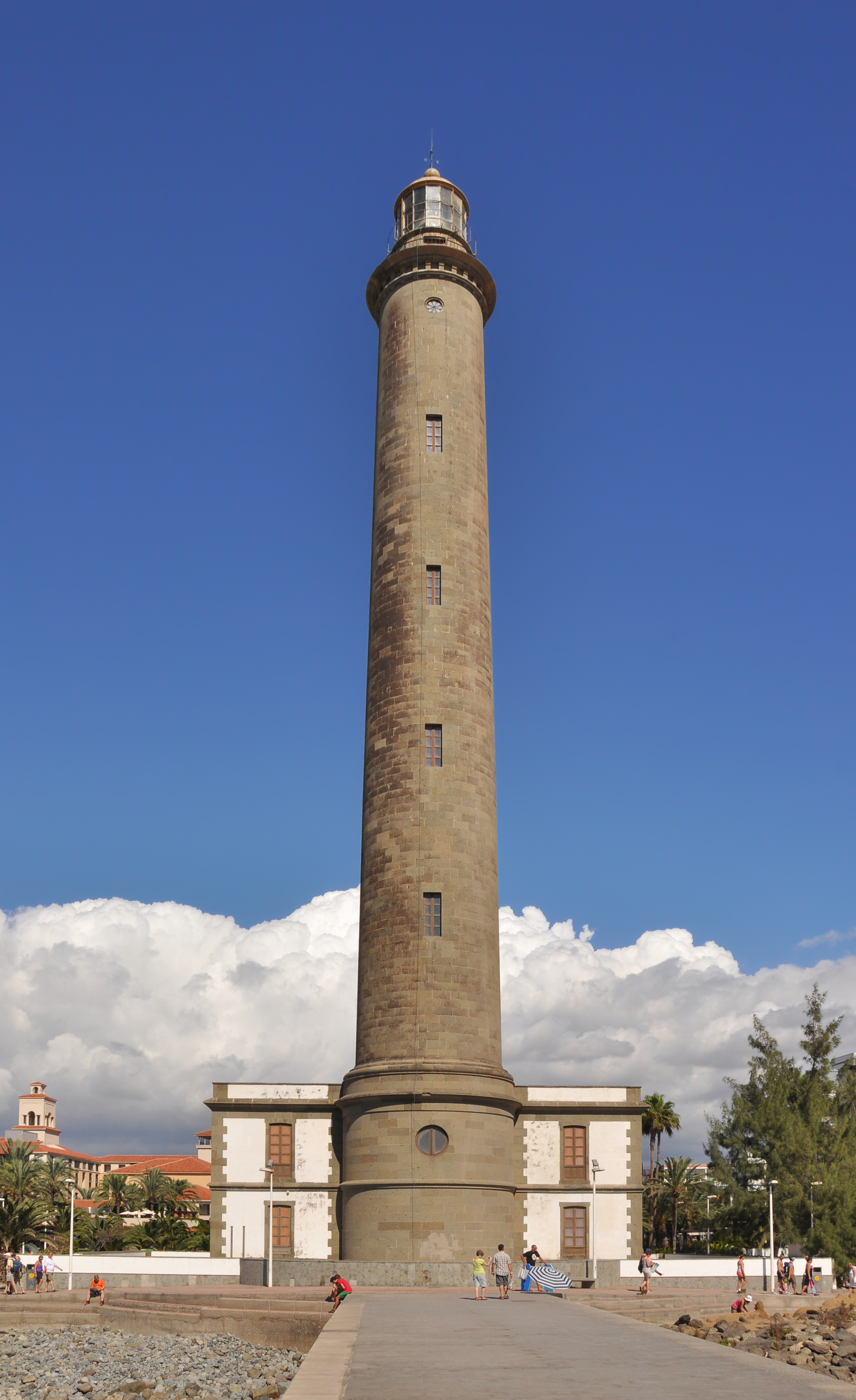
Faro de Maspalomas.

Entre los bienes patrimoniales que posee el municipio, destaca su imponente faro de 58 metros de altura hasta el foco luminoso. Está situado al inicio de la playa de Maspalomas, haciendo de límite con Meloneras y formando parte indisoluble del paisaje meridional de Gran Canaria. La silueta del Faro de Maspalomas se recorta por encima de las edificaciones y del palmeral, testigo centenario de otros tiempos en los que constituía la única construcción existente en este punto de la isla. Aún hoy, la magnífica obra de ingeniería que proyectó Juan de León y Castillo constituye el edificio civil de mayor importancia histórica y monumental de esta parte de Gran Canaria.
La luz del Faro de Maspalomas se encendía por primera vez el 1 de febrero de 1890. Las obras para su construcción se prolongaron durante 28 años, desde que se aprobó su edificación, en 1861, hasta la finalización de las obras en 1889. Servía de guía a los barcos que cubrían las rutas entre Europa, América y África. Los valores monumentales e históricos de esta edificación determinaron que hoy haya sido declarado Bien de Interés Cultural, según Resolución de 6 de agosto de 1990.
Maspalomas cumplió en el año 2012 su cincuentenario como destino turístico. Su gestación como espacio turístico parte del proyecto “Maspalomas Costa Canaria”, un concurso internacional de ideas para el desarrollo de la zona que arrancaba el 9 de enero de 1962, tras la reunión celebrada en la capital por un jurado entre los que se encontraba el arquitecto D. Manuel de la Peña Suárez.

## Servicios y ocio

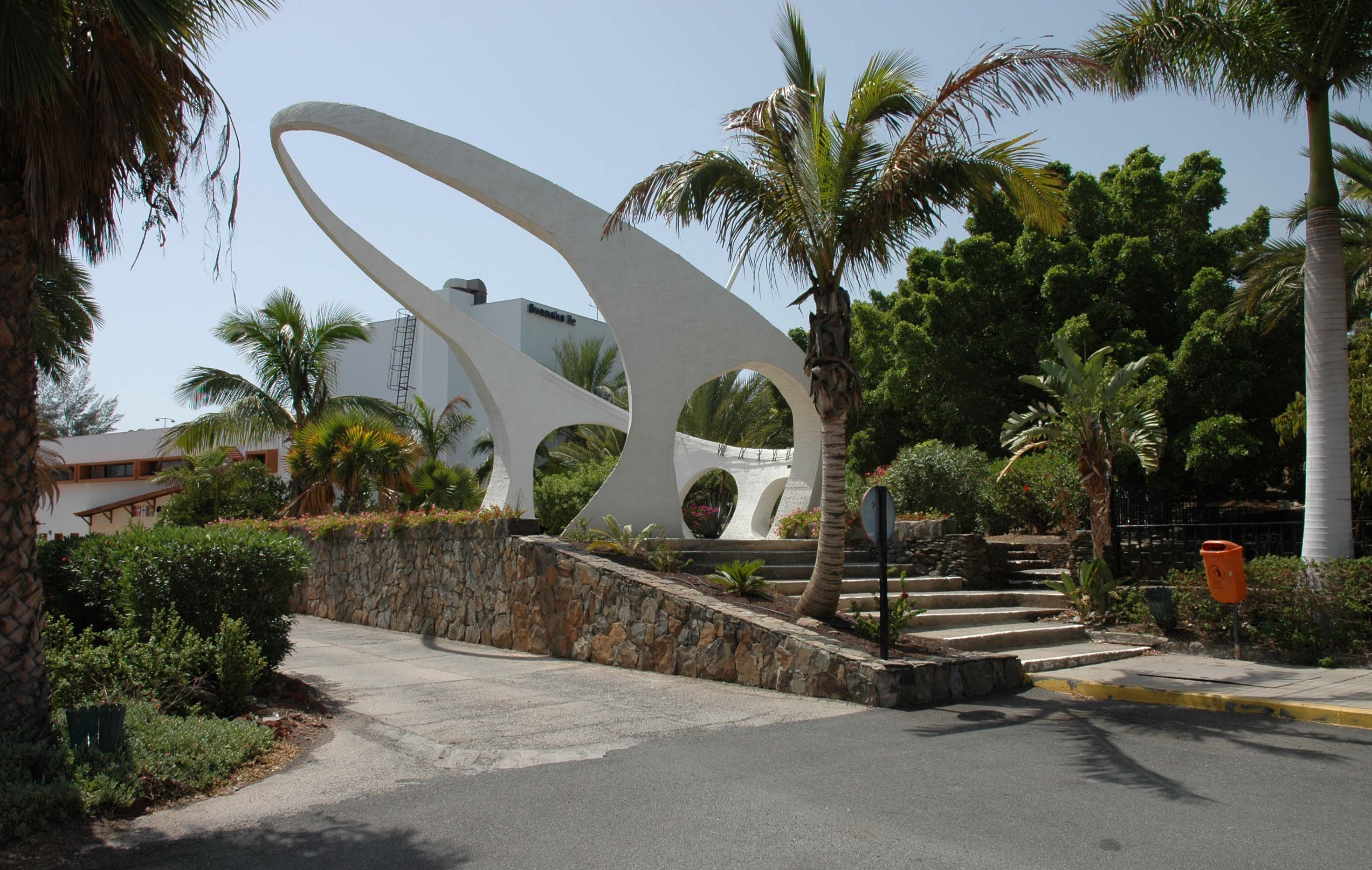
Reloj de sol en San Agustín, Maspalomas.

Maspalomas es un destino de sol y playa que ofrece además múltiples opciones de ocio, como parques de atracciones, instalaciones para el deporte (golf, submarinismo, windsurf, paracaidismo, fútbol...) y una vida nocturna concentrada en sus numerosos centros comerciales. Sin embargo, los principales reclamos son su playa de arena rubia (la mayor de la isla), su clima soleado y el espacio natural que conforman las dunas, la charca y el palmeral.
Además del turismo de sol y playa, en Maspalomas es reseñable la actividad cultural generada por una amplia oferta de eventos lúdicos, culturales y festivos que cada año atraen a miles de turistas de todo el mundo. Entre ellos, es reseñable la actividad cultural generada por el Festival Internacional de Danza Contemporánea MASDANZA y por la Universidad Internacional de Verano.
Desde sus comienzos en 1996, MASDANZA se ha ido consolidando pasando de tener un carácter regional en su primera edición, a nacional en la segunda, e internacional a partir de la sexta, adquiriendo repercusión más allá del ámbito de Canarias gracias a la participación de creadores internacionales.
El "Gay Pride" y el "Winter Pride", eventos multitudinarios que se celebran cada año en el Yumbo Centrum de Maspalomas, el primero en el mes de mayo y el segundo en noviembre; el "Maspalomas Costa Canaria Soul Festival", acontecimiento musical único en las Islas dirigido a residentes y turistas, y el Carnaval Internacional de Maspalomas, sin duda el más multitudinario de todos, son otros de los grandes eventos que anualmente atraen a miles de visitantes a esta zona turística de Gran Canaria.
Es también destacable la ubicación en su parte oeste de la Estación Espacial de Maspalomas, gestionada por el Instituto Nacional de Técnica Aeroespacial. Este centro espacial jugó un papel muy destacado en la llegada del Apolo XII a la Luna el 19 de noviembre de 1969.

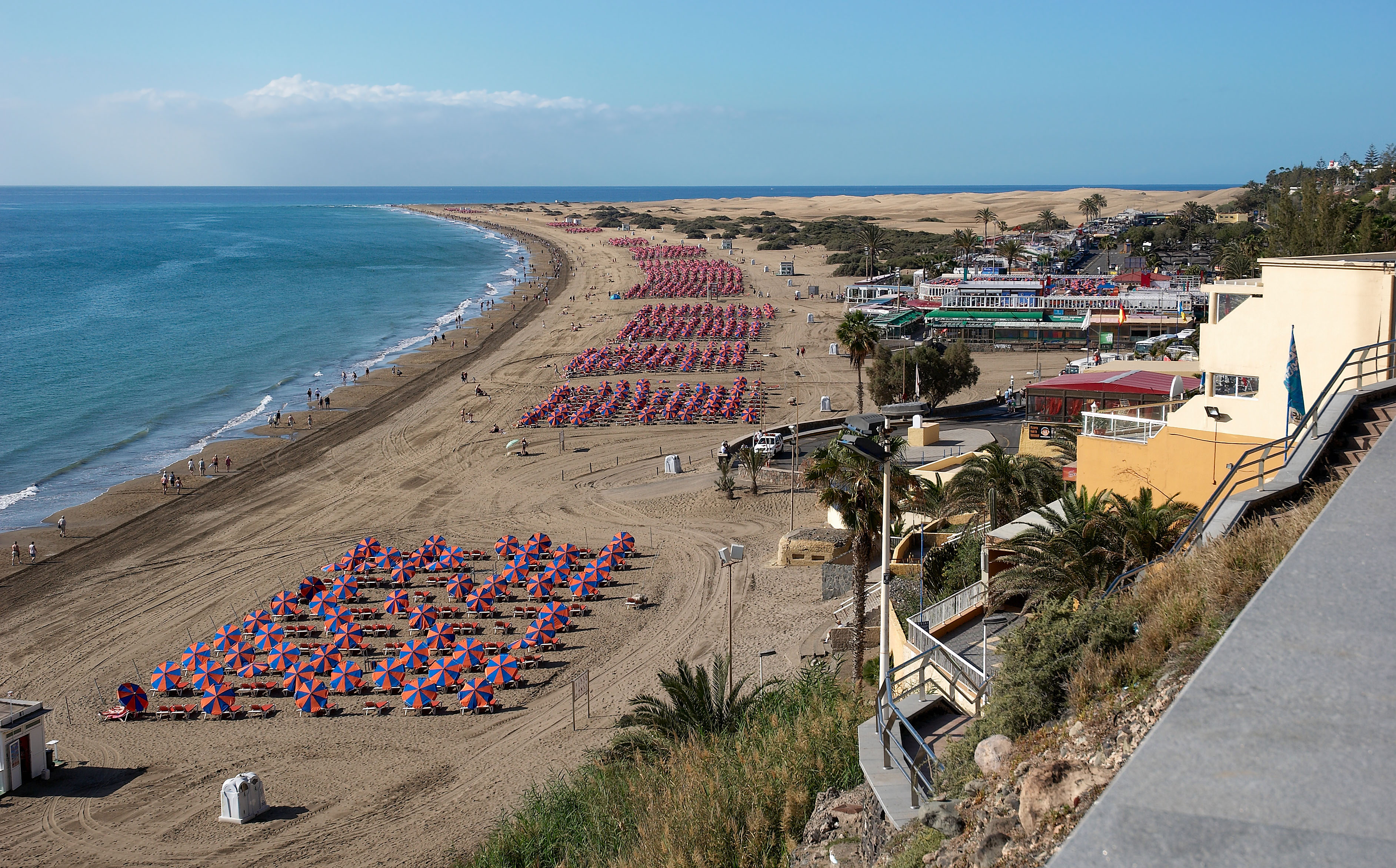
Playa del Inglés.